# João Bosco & Vinícius (álbum de 2011)
João Bosco & Vinícius é um álbum de estúdio da dupla sertaneja brasileira João Bosco & Vinícius lançado em 2011 pela Sony Music.  O álbum contém os sucessos "Chuva", "Abelha" (que trouxe a participação de Jorge & Mateus),"Tarde Demais" e "Constelações", além da regravação de "Porquê Fui Te Amar Assim", da dupla João Paulo & Daniel e da participação de Bruno & Marrone na música "Mais Uma Dose". O álbum venceu o Grammy Latino na categoria de Melhor Álbum da Música Sertaneja.

## Lista de faixas
| N.º | Título                                  | Duração |  |
| 1.  | "Constelações"                          | 3:12    |  |
| 2.  | "Marcas"                                | 3:10    |  |
| 3.  | "Abelha" (part. Jorge & Mateus)         | 3:20    |  |
| 4.  | "Tarde Demais"                          | 3:03    |  |
| 5.  | "Chuva"                                 | 2:54    |  |
| 6.  | "Quero Paz"                             | 2:49    |  |
| 7.  | "Como Eu Queria"                        | 3:09    |  |
| 8.  | "Louca Sentimental"                     | 2:49    |  |
| 9.  | "Porquê Fui Te Amar Assim"              | 3:09    |  |
| 10. | "Quem Dá as Cartas Sou Eu"              | 2:54    |  |
| 11. | "Meu Dia de Sorte"                      | 3:15    |  |
| 12. | "Mais Uma Dose" (part. Bruno & Marrone) | 3:39    |  |